# Grypoctonus aino
Grypoctonus aino là một loài ruồi trong họ Asilidae. Grypoctonus aino được Speiser miêu tả năm 1928. Loài này phân bố ở vùng Cổ Bắc giới và châu Á.